# 島野村 (愛知県愛知郡)
島野村（しまのむら）は、かつて愛知県愛知郡にあった村。
現在の名古屋市天白区の一部（天白町島田・天白町野並・野並・土原・相川・高宮町・島田・海老山町・境根町・池場・横町・原・保呂町・菅田・笹原町・島田黒石・島田が丘・高島など）に該当する。
村名は、前身となった村の名から一文字ずつとった、合成地名である。
村役場は島田村の支村菅田に存在した。

## 歴史
- 1889年（明治22年）10月1日 - 野並村、島田村が合併し、島野村が発足。
- 1906年（明治39年）5月10日 - 植田村、平針村、弥富村の一部[2]が合併し、天白村が発足。同日島野村は廃止。
- 1955年（昭和30年）4月5日 - 名古屋市に編入され、昭和区の一部となる。
- 1975年（昭和50年）2月1日 - 昭和区から分離。旧・天白村の地区が天白区として新設される。